# 杜畿
杜畿（161年—222年），字伯侯，京兆杜陵人。東漢末及三國時曹魏官吏及將領。西漢御史大夫杜延年的後代。

## 生平

### 早年事跡
杜畿父親早死，雖然遭到繼母苛待，但杜畿仍孝順繼母，以孝聞名。二十歲時（180年）擔任京兆郡功曹，守鄭縣令。當時縣衙囚禁了數百名嫌犯，杜畿親自到監獄替他們作出裁決，雖然不是人人都得到適當的判決，但郡內的人都對他年少但有大志而感到驚奇。後來舉孝廉，擔任漢中府丞。後來東漢政局動蕩不安，天下大亂，杜畿於是棄官逃到荊州。建安年間，杜畿回到北方，得到曹操的謀士荀彧賞識，於是向曹操推薦杜畿，曹操則任命他為司空司直，調任護羌校尉，使持節領西平太守。

### 安定河東
建安十年（205年），曹操平定河北後，北征烏桓。高幹趁機在并州反抗曹操，當時河東太守王邑被徵召到別處，河東人衛固和范先以請王邑回來為名，與高幹暗中勾結，曹操問荀彧誰能鎮守河東，荀彧推薦杜畿，於是任命杜畿為河東太守，衛固等人於是命一支數千人的軍隊斷絕陝津，令杜畿不能前進，曹操派夏侯惇討伐，但還未到，當時有人向杜畿說要一支大軍才可解決河東的問題，杜畿則認為河東不是人人都想叛亂，只是因為害怕才聽命於衛固。若果強行討伐，即使戰勝也害苦了當地的人；若果失敗，更令到附近的人支援衛固，叛亂不會平息。於是打算出其不意，到了當地，衛固一定會假裝接受新任太守，然後才用計解決。最終杜畿繞道經郖津渡河。范先有意殺死杜畿來威嚇群眾，於是在杜畿來時在城門下斬殺主簿以下三十多人，但杜畿行動沒有受到影響，衛固認為殺了杜畿只會換來惡名，而且杜畿會受自己制肘，於是奉迎他。杜畿後來調一些人在外，暗中作為自己的援軍，又將圖謀叛逆的人分散。當時張白騎攻東垣，高幹進軍濩澤。杜畿知道各縣都依附自己時，就領數十騎兵出城防守，各縣吏民大多舉城幫助杜畿，數十日間就得四千多兵。衛固和高幹、張晟等人共同攻打杜畿，不能攻破，擄略諸縣時又因杜畿堅壁清野的策略而一無所得。後來曹操派來的大軍趕到，擊敗高幹和張晟，衛固等人被誅殺，其餘黨眾都得到赦免。
杜畿治理河東郡，以無為而治為原則，人民提出訴訟，杜畿只和他們說道理，然後要他們回去思考，還有不滿才再來。鄉邑父老亦服從，令到郡縣少有訴訟。又鼓勵人民畜養牛馬和家畜和家禽。人民勤於務農，家家都富起來後又講授武學和開學宮教授經書，令到河東郡有大量儒家學者。
後來韓遂和馬超在關中舉兵反抗曹操，弘農郡和馮翊郡多個縣邑都響應，但河東郡雖然鄰接，人民卻無異心。曹操率軍與叛軍對抗時，軍糧就完全依靠河東郡供應，到戰勝後還餘下二十多萬斛，曹操因而稱讚杜畿，增秩中二千石。曹操征伐據守漢中的張魯時，杜畿又派五千人運輸，雖然要到戰爭前線，但他們為了不負杜畿所託，沒有一人逃亡。魏國建立後任命杜畿為尚書。杜畿管治河東共十六年。

### 入朝任職
曹操死後，曹丕繼任魏王，賜爵關內侯，徵召為尚書。曹丕稱帝後再進封杜畿為豐樂亭侯，食邑一百戶，守司隸校尉。黃初三年（222年），曹丕南征東吳，任命杜畿為尚書僕射，總管留守事務。七月，冀州出現蝗災，杜畿奉命開倉救濟。後來曹丕到許昌時，杜畿都總管留守事務。後來同尚書郎諸葛誕被任命為皇帝製作樓船，兩人在陶河試航時遇上大風沉沒，諸葛誕倖存、反而杜畿淹死，享年六十二歲，曹丕因杜畿而哭泣。死後獲追贈太僕，諡戴侯。

## 評價
- 《三國志·杜畿傳》載荀彧語：「杜畿其人也。」裴松之引《傅子》補充：「彧稱畿勇足以當大難，智能應變，其可試之。」
- 《三國志·杜畿傳》裴注引《魏略》：「博士樂詳，由畿而升。至今河東特多儒者，則畿之由矣。」又注：「杜畿為太守，亦甚好學，署（樂）詳文學祭酒，使教後進，於是河東學業大興。」
- 《三國志·杜畿傳》載曹操贊令：「河東太守杜畿，孔子所謂『禹，吾無閒然矣』。增秩中二千石。」以杜畿為尚書後曹操再下贊令：「昔蕭何定關中，寇恂平河內，卿有其功，閒將授卿以納言之職；顧念河東吾股肱郡，充實之所，足以制天下，故且煩卿臥鎮之。」陳壽載：「畿在河東十六年，常為天下最。」
- 《三國志·杜畿傳》裴注引《杜氏新書》載曹操語：「杜畿可謂『不媚於竈』者也。」又稱：「昔仲尼之於顏子，每言不能不歎，既情愛發中，又宜率馬以驥。今吾亦冀眾人仰高山，慕景行也。」
- 《三國志·杜畿傳》載杜畿死後，曹丕下詔稱：「昔冥勤其官而水死，稷勤百穀而山死。故尚書僕射杜畿，於孟津試船，遂至覆沒，忠之至也。朕甚愍焉。」
- 《三國志·任蘇杜鄭倉傳》載陳壽總評：「杜畿寬猛克濟，惠以康民。」「抑皆魏代之名守乎！」
- 《三國志·荀彧傳》裴松之注引《荀彧別傳》載：「杜畿簡傲少文，皆以智策舉之，終各顯名。」
- 《宋書·謝莊傳》載謝莊表文：「故黃霸治潁川累稔，杜畿居河東歷載，或就加恩秩，或入崇輝寵。」
- 《魏書·辛雄傳》載辛雄疏文：「昔杜畿寬惠，河東無警；蘇則分糧，金城克復。」

## 家族
祖先出自《新唐書·宰相世系表》

### 太祖
- 杜延年，字幼公。一说杜预十一世组

### 烈祖
- 杜熊，字少卿

### 天祖
- 杜穰，字子饒

### 高祖
- 杜敦，字仲信

### 曾祖
- 杜邦，字召伯

### 祖父
- 杜賓，字叔達

### 父亲
- 杜崇，字伯括

### 子
- 杜恕，字務伯，杜畿死後繼嗣，曹魏太和中散期黄门侍郎，后任幽州刺史，三國時學者。
- 杜理，字務仲，次子，年少時觀察力強，早死，年21。
- 杜寬，字務叔，三子，喜歡學習而抗拒俗務，曾任郎中，年42卒。

### 孫
- 杜預，字元凯，杜恕之子，西晉著名將領和學者，參與晉滅吳之戰。

### 十五世孙
- 杜甫，字子美，杜预之十三世孙，唐朝著名诗人。

## 延伸阅读
[在维基数据编辑]
 《三國志/卷16》，出自陳壽《三國志》